# Антоніо Хосе де Сукре
Анто́ніо Хосе́ Франсі́ско де Су́кре Алькала́ (ісп. Antonio José Francisco de Sucre y Alcalá; 3 лютого 1795, Кумана, Нова Гранада, нині Венесуела — 4 червня 1830, поблизу Пасто, Колумбія) — Великий Маршал Перу (1823), один з лідерів війни за незалежність іспанських колоній в Латинській Америці у 1810–1826 роках. Президент Болівії з 19 червня 1826 до 18 квітня 1828 року. Національний герой Болівії та Еквадору.

## Біографія
1805 року Сукре став до боротьби за незалежність Венесуели та Колумбії. 1820 року був призначений начальником штабу лідера боротьби за незалежність колонії Симона Болівара та став найближчим його соратником. Того ж року, завдяки протекції Болівара, Сукре отримав чин генерала й наказ звільнити Велику Колумбію (нині Еквадор) від іспанської армії.
Залишивши Колумбію на чолі нечисельної армії, Сукре здійснив марш-кидок навколо затоки Гуаякіль та проголосив цю територію під протекторатом Колумбії. Потім його армія дісталась міста Кіто, сучасної столиці Еквадору, розташованого на висоті 3000 м над рівнем моря. 24 травня 1822 року іспанські війська, що захищали місто, були розбиті.
Після цієї перемоги армія Сукре повернула на південний схід та з'єдналась з армією Болівара, здобувши низку перемог. Зокрема, в серпні 1824 року було здобуто перемогу при Хуніні й завершено розгром іспанців у битві при Аякучо. 1824 року Болівар передав управління своєю армією Сукре, який завершив звільнення Перу й Верхнього Перу (нині Болівія).
Після звільнення колоній Сукре став президентом Болівії. На цьому посту він намагався провести низку економічних та політичних реформ, у тому числі експропріацію земель Римо-католицької церкви та створення системи загальної середньої освіти.
1828 року інтриги опозиції та повстання місцевих жителів змусили Сукре подати у відставку й повернутись до Еквадору. Він допомагав захищати Велику Колумбію від атак перуанців 1829 року, а за рік був запрошений очолити скликаний Боліваром «Великий Конгрес», який було покликано об'єднати Еквадор, Колумбію та Венесуелу у федеративну державу. Коли Сукре повернувся з Конгресу до Еквадору 4 червня 1830 року, його вбили поблизу Пасо. Вважають, що убивць підіслав Хосе Марія Обандо, колумбієць та супротивник Болівара, але доказів так і не було знайдено.
На честь Сукре назвали місто на півдні Болівії, штат на північному сході Венесуели та грошова одиниця в Еквадорі.